# Perizoma olivacea
Perizoma olivacea är en fjärilsart som beskrevs av W. Warren 1893. Perizoma olivacea ingår i släktet Perizoma och familjen mätare. Inga underarter finns listade i Catalogue of Life.